# Tato Tomaso's Guitars
Tato Tomaso's Guitars è il terzo album di Ivan Graziani, pubblicato nel 1974.

## Il disco
Terzo disco datato 1974 eseguito con passione e fuori da ogni vincolo discografico. Il titolo del disco è preso dal nome del figlio primogenito di Graziani, nato qualche mese prima della pubblicazione del disco.
Si tratta di un album strumentale, con molte cover di canzoni note del periodo e due brani inediti. Sul numero di copie stampate vige il mistero in quanto, probabilmente, non fu messo in vendita ma regalato ad amici. Pertanto risulta quasi impossibile reperirlo.
Il brano 'Information' fu usato come sigla del programma radiofonico 'INCONTRI con…' di e con Elena Doni e Dina Luce in onda su Radio2 da ottobre 1974 a giugno 1975.
Tracce
Lato A
1. Information – 2:30 (Ivan Graziani)
2. Hasta Mañana – 2:56 (Stig Anderson, Benny Andersson, Björn Ulvaeus)
3. Seleçao – 3:32 (Claudio Damiani, Gian Pieretti)
4. Nothing from Nothing – 2:11 (Bruce Fisher, Billy Preston)
5. Come un Pierrot – 4:45 (Maurizio Monti, Giovanni Ullu)
6. Lady Lay – 3:16 (Pierre Groscolas, Michel Jourdan)

Lato B
1. Bella senz'anima – 4:08 (Amerigo Paolo Cassella, Riccardo Cocciante, Marco Luberti)
2. Id – 2:30 (Ivan Graziani)
3. Bellissima – 3:23 (Luciano Beretta, Adriano Celentano, Miki Del Prete)
4. Dicitencello vuje – 3:38 (Rodolfo Falvo, Giovanni Fusco)
5. Rollin' and Rollin' – 3:40 (E. Jacobin, R. Rupen)